# Stephen Kemp
Stephen Kemp ist ein britischer Filmregisseur, Produzent und Drehbuchautor.
Kemp arbeitet 2004 im professionellen Filmgeschäft. Zu seinen Werken gehören unter anderem die Filme Girl in the Box und Girl in the Bunker über die Entführungen von Colleen Stan und Elizabeth Shoaf.

## Filmografie und Funktion (Auswahl)
- 1999: The Three Bears (Kurzfilm) – Regie
- 2004: Arnold Frenzy Is Flea Bitten (Kurzfilm) – Regie, Drehbuch, Produzent
- 2004: Great Scientist (Miniserie) – Regie
- 2007–2008: How Do They Do It? (Fernsehserie) – Produzent
- 2009–2010: Horror Trips – Wenn Reisen zum Albtraum werden (Fernsehserie) – Regie, Produzent
- 2010: After Armageddon Fernsehfilm – Regie, Drehbuch
- 2011: I Shouldn’t Be Alive (Fernsehserie) – Regie, Drehbuch
- 2011: The Sex Researchers (Fernsehserie) – Regie, Produzent
- 2011–2012: Paranormal Witness (Fernsehserie) – Regie
- 2013: Dangerous Persuasions – Manipulation des Verstandes (Fernsehserie) – Regie
- 2014: Nowhere to Hide (Fernsehserie) – Produzent
- 2016: Girl in the Box – Regie, Drehbuch, Produzent
- 2016: Gangland Undercover – Regie, Drehbuch, Produzent
- 2018: Girl in the Bunker – Regie, Drehbuch, Produzent
- 2019: Hexen von Salem (Miniserie) – Regie
- 2019: Hometown Horror (Miniserie) – Produzent
- 2021: Queen of Meth – Produzent